# Doliocarpus aureobaccus
Doliocarpus aureobaccus är en tvåhjärtbladig växtart som beskrevs av G. Aymard C. Doliocarpus aureobaccus ingår i släktet Doliocarpus och familjen Dilleniaceae. Inga underarter finns listade i Catalogue of Life.